# Liste der denkmalgeschützten Objekte in Bromberg (Niederösterreich)
Die Liste der denkmalgeschützten Objekte in Bromberg enthält die 7 denkmalgeschützten unbeweglichen Objekte der Gemeinde Bromberg im niederösterreichischen Bezirk Wiener Neustadt-Land.

## Denkmäler
| Foto |                 | Denkmal                                                                                                   | Standort                                           | Beschreibung | Metadaten |
| ---- | --------------- | --- | -------------------------------------------------- | --- | --- |
| ja   | Datei hochladen | Bildstock, Pestkreuz HERIS-ID: 29900 Objekt-ID: 26578                                                     | Hauptstraße Standort KG: Schlatten                 | Steinpfeiler mit Kreuzigungsgruppe errichtet 1681, 1888 renoviert, 1945 umgestürzt, 1948 geweiht, 1980 umgestürzt und wieder restauriert. | BDA-Hist.: Q37928611 Status: § 2a Stand der BDA-Liste: 2025-06-30 Name: Bildstock, Pestkreuz GstNr.: 2643/2 Pestkreuz Bromberg                                                                        |
| ja   | Datei hochladen | Kath. Pfarrkirche hl. Lambert HERIS-ID: 29892 Objekt-ID: 26570                                            | neben Hauptstraße 13 Standort KG: Schlatten        | Ursprünglich romanischer Chorquadratsaal (1981 ergraben), heute gotische Saalkirche mit Chorturm und spätgotischer Kapelle in der Turmecke, 1144 urkundlich erwähnt, älteste Tochterpfarre von Pitten, 1160 dem Stift Reichersberg inkorporiert, 1496 urkundlich geweiht, ursprünglich von Ringmauer mit Türmen und Vorwerk gesichert, 1824 Schleifung der Wehranlagen und Westportal errichtet | BDA-Hist.: Q21127436 Status: § 2a Stand der BDA-Liste: 2025-06-30 Name: Kath. Pfarrkirche hl. Lambert GstNr.: .186/1 Pfarrkirche St. Lambert, Bromberg, Lower Austria                                 |
| ja   | Datei hochladen | Ehem. Kirchhof/Friedhof HERIS-ID: 29894 Objekt-ID: 26572                                                  | Hauptstraße Standort KG: Schlatten                 | | BDA-Hist.: Q37928521 Status: § 2a Stand der BDA-Liste: 2025-06-30 Name: Ehem. Kirchhof/Friedhof GstNr.: .186/1                                                                                        |
| ja   | Datei hochladen | Kriegerdenkmal HERIS-ID: 29895 Objekt-ID: 26573                                                           | Hauptstraße 13, in der Nähe Standort KG: Schlatten | Der Pavillonbau mit drei Rundbogenöffnungen und Glockentürmchen wurde um 1920 neben der sogenannten Kaiserlinde errichtet. | BDA-Hist.: Q37928537 Status: § 2a Stand der BDA-Liste: 2025-06-30 Name: Kriegerdenkmal GstNr.: .186/1                                                                                                 |
| ja   | Datei hochladen | Ehem. Dominikalhof des Stiftes Reichersberg mit Filialkirche hl. Florian HERIS-ID: 29896 Objekt-ID: 26574 | Markt 1 Standort KG: Schlatten                     | Ursprünglich romanische Cella und Grangie, Brände 1605, 1876 und 1945, Wirtschaftsgebäude 1976 teilweise geschleift, große dreiflügelige geschlossene Anlage aus dem 16./17. Jahrhundert, spätgotische Saalkirche mit Chor und hölzernem Dachreiter nordseitig in den Komplex locker eingebunden, Kirche um 1500 errichtet                                                                      | BDA-Hist.: Q37928553 Status: § 2a Stand der BDA-Liste: 2025-06-30 Name: Ehem. Dominikalhof des Stiftes Reichersberg mit Filialkirche hl. Florian GstNr.: 2628/1 Dominikalhof, Bromberg, Lower Austria |
| ja   | Datei hochladen | Flur-/Wegkapelle HERIS-ID: 29899 Objekt-ID: 26577                                                         | Schweißenbach 5, bei Standort KG: Schlatten        | Bezeichnet 1884, 1924 am Schweißenbach wiedererrichtet, Christusfigur „Zum brotgebenden Heiland“ Ende des 19. Jahrhunderts | BDA-Hist.: Q37928597 Status: § 2a Stand der BDA-Liste: 2025-06-30 Name: Flur-/Wegkapelle GstNr.: 2756/1 Wegkapelle am Schweißenbach, Bromberg                                                         |
| ja   | Datei hochladen | Flur-/Wegkapelle HERIS-ID: 29898 Objekt-ID: 26576                                                         | bei Thernberger Straße 4 Standort KG: Schlatten    | Kapelle mit Blendgiebel um 1800 mit schlichter Putzbandfassade und Kruzifix Ende des 18. Jahrhunderts | BDA-Hist.: Q37928583 Status: § 2a Stand der BDA-Liste: 2025-06-30 Name: Flur-/Wegkapelle GstNr.: 2754/2                                                                                               |